# Henryk Fryderyk Stuart

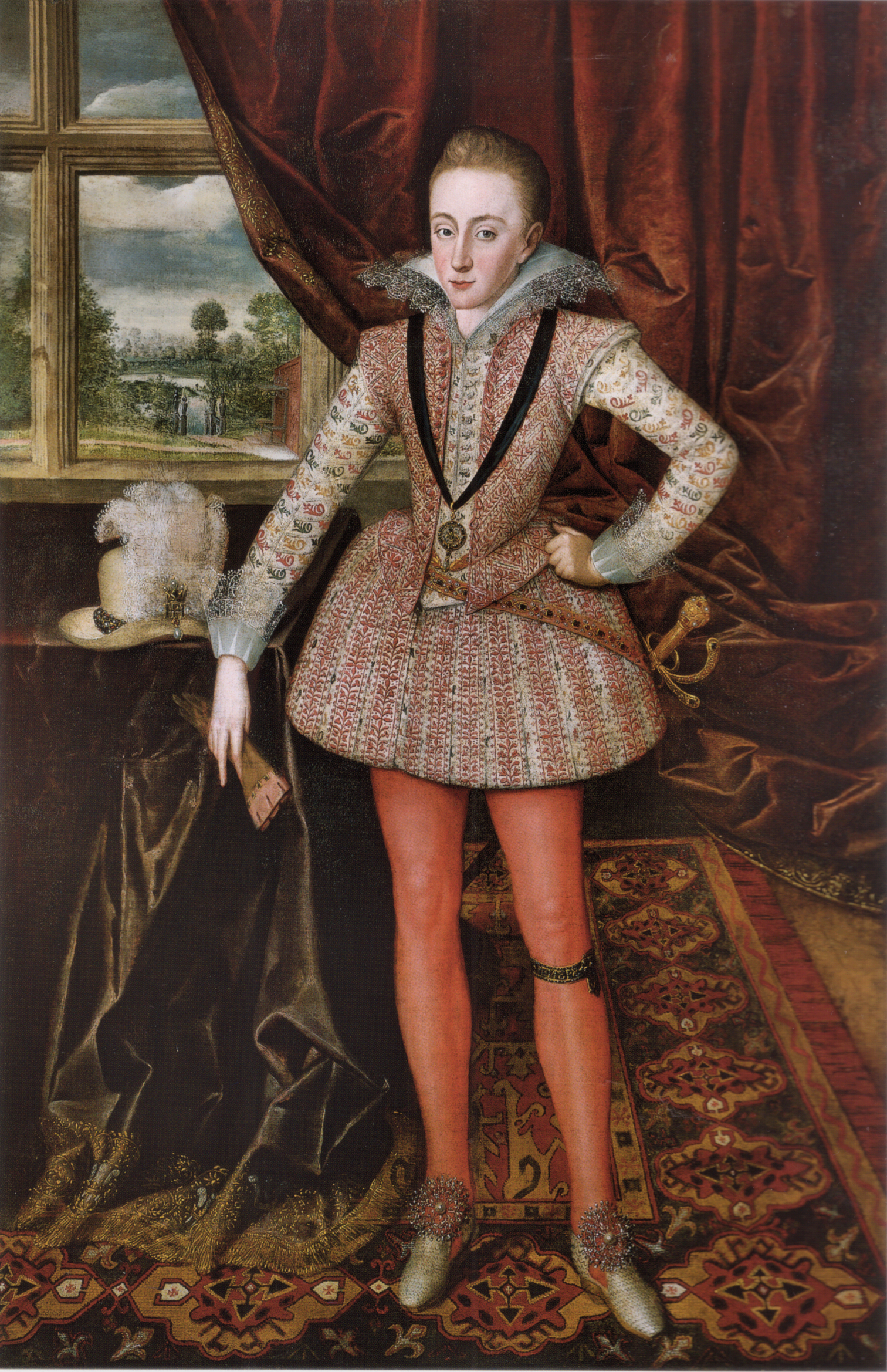
Henryk Fryderyk Stuart

Henryk Fryderyk Stuart KG (ur. 19 lutego 1594 w Stirling, zm. 6 listopada 1612) – najstarszy syn króla Szkocji Jakuba VI Stuarta i jego żony Anny, córki króla Danii Fryderyka II.
Od urodzenia nosił tytuły księcia Rothesay, hrabiego Carrick i Lorda Wysp. Jego wychowawcą był George Lauder of The Bass. Kiedy w 1603 r. jego ojciec wstąpił na tron Anglii jako Jakub I, Henryk otrzymał tytuł księcia Kornwalii, wreszcie w 1610 r. został księciem Walii i hrabią Chester.
Henryk Fryderyk był młodzieńcem wielkich nadziei. Dworscy poeci roztaczali wizję szczęśliwej Anglii pod sprawiedliwymi i światłymi rządami "Henryka IX". Henryk nie dożył jednak śmierci ojca. Zmarł nagle w 1612 r., prawdopodobnie na dur brzuszny. Został pochowany w opactwie westminsterskim. Jego śmierć była narodową tragedią. Wszystkie jego tytuły przejął jego młodszy brat Karol, który po śmierci ojca w 1625 r. został królem Anglii i Szkocji jako Karol I.